# 锡拉库尔
锡拉库尔（法語：Siracourt，法語發音：[siʁakuʁ]）是法国上法蘭西大區加来海峡省的一个市镇，属于阿拉斯区。

## 地理
锡拉库尔（50°22'22"N, 2°16'15"E）面积3.14 平方千米，位于法国上法蘭西大區加来海峡省，该省份为法国北部沿海省份，西北濒北海，南至索姆省，东临北部省。
与锡拉库尔接壤的市镇（或旧市镇、城区）包括：克鲁瓦昂泰尔努瓦、博瓦、克鲁瓦塞特、厄夫昂泰尔努瓦、拉姆库尔。

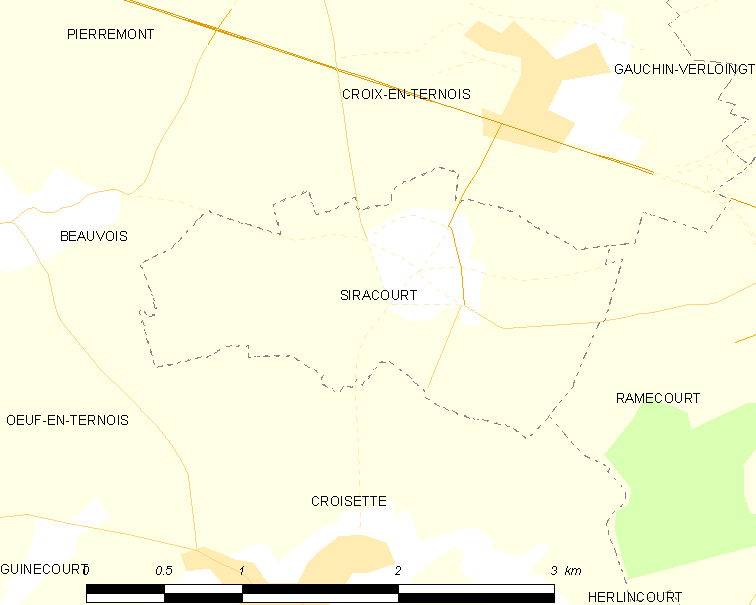
锡拉库尔的OSM定位图

锡拉库尔的时区为UTC+01:00、UTC+02:00（夏令时）。

## 行政
锡拉库尔的邮政编码为62130，INSEE市镇编码为62797。

## 政治
锡拉库尔所属的省级选区为泰努瓦斯河畔圣波勒县。

## 人口

1962-2008年间锡拉库尔人口变化图示

锡拉库尔于2022年1月1日时的人口数量为282人。